# Précepteur (cours)
Pour l’article homonyme, voir Précepteur.
Un précepteur, équivalent en allemand Hofmeister, se traduit aussi dans les cours allemandes, et à la cour impériale de Russie, par maître de la maison royale ou de la maison princière, selon les cours, office particulièrement prisée par l'aristocratie et les hauts fonctionnaires de l'époque.